# Michelangelo

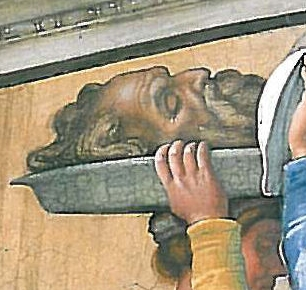
Tự hoạ như cái đầu của Holofernes từ trần Nhà nguyện Sistine

Michelangelo di Lodovico Buonarroti Simoni (6 tháng 3 năm 1475 – 18 tháng 2 năm 1564), thường được gọi là Michelangelo, là một họa sĩ, nhà điêu khắc, kiến trúc sư, nhà thơ và kỹ sư thời kỳ Phục hưng Ý. Dù ít có những đột phá bên ngoài nghệ thuật, sự uyên bác của ông trong các lĩnh vực đạt tới tầm mức khiến ông được coi là một người xứng đáng với danh hiệu nhân vật thời Phục hưng, cùng với đối thủ kiêm bạn bè Leonardo da Vinci.
Khả năng sáng tạo của Michelangelo trong mọi lĩnh vực ông tham gia trong suốt cuộc đời dài của mình rất phi thường; khi tính cả các thư từ, phác thảo, ký sự còn lại, ông là nghệ sĩ được ghi chép đầy đủ nhất về cuộc đời ở thế kỷ 16. Hai trong số các tác phẩm nổi tiếng nhất của ông Đức Mẹ Sầu Bi và Vua David, được thực hiện trước khi ông sang tuổi 30. Dù ông không được đánh giá nhiều trong hội họa, Michelangelo cũng đã tạo ra hai trong các tác phẩm có ảnh hưởng lớn nhất thuộc thể loại bích họa trong lịch sử Nghệ thuật phương Tây: Cảnh Thiên Chúa sáng thế trên trần Nhà nguyện Sistine và Sự phán xét cuối cùng trên bức tường bệ án thờ Nhà nguyện Sistine ở Roma. Là một kiến trúc sư, Michelangelo là người tiên phong trong phong cách Mannerist tại Thư viện Laurentian. Ở tuổi 74, ông kế tục Antonio da Sangallo trở thành kiến trúc sư của Vương cung thánh đường Thánh Phêrô. Michelangelo đã thay đổi đồ án, góc phía tây được hoàn thiện theo thiết kế của Michelangelo, mái vòm được hoàn thành sau khi ông mất với một số sửa đổi.
Một ví dụ khác về vị trí độc nhất của Michelangelo: ông là nghệ sĩ phương Tây đầu tiên có tiểu sử được xuất bản khi đang còn sống. Hai cuốn tiểu sử đã được xuất bản trong khi ông đang sống; một trong số đó bởi Giorgio Vasari, cho rằng ông là động cơ của mọi thành tựu nghệ thuật từ khi bắt đầu thời kỳ Phục hưng, một quan điểm vẫn tiếp tục được ủng hộ trong lịch sử nghệ thuật trong nhiều thế kỷ. Trong đời mình, ông cũng thường được gọi là ''Il Divino'' ("người siêu phàm"). Một trong những phẩm chất của ông được những người đương thời ngưỡng mộ nhất là ''terribilità'', một cảm giác kính sợ trước sự vĩ đại, và các nỗ lực của những nghệ sĩ thời sau học theo phong cách say mê và rất cá nhân của ông đã dẫn tới Mannerism, phong trào lớn tiếp sau trong nghệ thuật phương Tây sau thời Đỉnh cao Phục hưng.

## Tiểu sử

### Tuổi trẻ
Michelangelo sinh ngày 6 tháng 3 năm 1475[a] tại Caprese gần Arezzo, Tuscany. Gia đình ông từ nhiều thế hệ đã là các chủ nhà băng nhỏ tại Florence nhưng cha ông, Lodovico di Leonardo di Buonarroti di Simoni, đã không thể duy trì được tình hình tài chính của ngân hàng, và giữ các vị trí tạm thời trong chính phủ. Khi Michelangelo ra đời, cha ông là nhân viên pháp lý tại thị trấn nhỏ Caprese và nhân viên địa phương của Chiusi. Mẹ của Michelangelo là Francesca di Neri del Miniato di Siena. Những người nhà Buonarroti tuyên bố mình là hậu duệ của Nữ bá tước Mathilde xứ Canossa; tuyên bố này vẫn chưa được chứng minh, tuy nhiên chính Michelangelo tin vào điều này. Nhiều tháng sau khi Michelangelo ra đời, gia đình ông quay trở lại Florence và Michelangelo lớn lên tại đây. Ở những thời điểm sau này, trong những thời kỳ ốm yếu kéo dài và sau khi mẹ ông mất khi ông lên bảy tuổi, Michelangelo sống với một người thợ đá và vợ ông cùng gia đình ở thị trấn Settignano nơi cha ông có một mỏ đá marble và một nông trại nhỏ. Giorgio Vasari trích dẫn Michelangelo nói, "Nếu có thứ gì tốt đẹp ở trong tôi, nó bởi tôi đã sinh ra trong một không khí tinh tế tại Arezzo. Cùng với dòng sữa của người vú tôi đã nhận được sở trường sử dụng đục và búa, và tôi đã làm ra những ngón tay mình bằng chúng."
Khi mới là một chú bé, cha của Michelangelo đã gửi ông theo học văn phạm tới người theo chủ nghĩa nhân đạo là Francesco da Urbino tại Florence.[b] Tuy nhiên, nhà nghệ sĩ nhỏ không thể hiện sự quan tâm tới trường học, mà thích copy lại các bức tranh từ các nhà thờ và tìm kiếm những người bạn có cùng sở thích hội họa. Lúc mười ba tuổi, Michelangelo được nhận vào học việc với họa sĩ Domenico Ghirlandaio. Khi Michelangelo 14 tuổi, cha ông thuyết phục Ghirlandaio trả tiền học việc ở mức một nghệ sĩ cho ông, đây là một điều rất hiếm ở thời kỳ đó. Khi vào năm 1489 Lorenzo de' Medici, nhà cai trị trên thực tế của Florence, yêu cầu Ghirlandaio những đồ đệ xuất sắc nhất của ông, Ghirlandaio đã gửi Michelangelo và Francesco Granacci. Từ năm 1490 tới năm 1492, Michelangelo tham gia hội Nhân văn mà Medici đã lập ra cùng với các quy tắc Tân Platon. Michelangelo học điêu khắc với Bertoldo di Giovanni. Tại học viện, cả quan điểm và nghệ thuật của Michelangelo đều bị ảnh hưởng bởi các nhà triết học và tác gia nổi tiếng nhất thời ấy gồm Marsilio Ficino, Pico della Mirandola và Angelo Poliziano. Khi ấy Michelangelo đã thực hiện các bức phù điêu nổi thấp Madonna of the Stairs (1490–1492) và Battle of the Centaurs (1491–1492). Tác phẩm sau này dựa trên một chủ đề do Poliziano đề nghị và do Lorenzo de Medici đặt hàng.
Khi cả hai đều đang tập việc với Bertoldo di Giovanni, Pietro Torrigiano đấm vào mũi người bạn 17 tuổi của mình, và vì thế gây ra một sự biến dạng rất dễ thấy trên mọi bức chân dung Michelangelo.

### Bắt đầu trưởng thành
Cái chết của Lorenzo de' Medici ngày 8 tháng 4 năm 1492 dẫn tới một sự đảo ngược các hoàn cảnh của Michelangelo. Michelangelo rời triều đình Medici với đầy đủ sự đảm bảo và quay trở về ngôi nhà của người cha. Trong những tháng sau đó ông đã tạc một thập tự giá bằng gỗ (1493), như một món quà gửi cha tu viện trưởng nhà thờ Florentine Santo Spirito, người đã cho phép ông thực hiện một số nghiên cứu giải phẫu trên các thi thể của bệnh viện nhà thờ. Từ năm 1493 tới năm 1494 ông đã mua một khối đá marble để thực hiện một bức tượng Hercules có kích thước lớn hơn người thật, tượng được gửi tới Pháp và sau này biến mất trong khoảng những năm 1700.[c] Ngày 20 tháng 1 năm 1494, sau những trận tuyết rơi dày, người thừa kế của Lorenzo, Piero de Medici đặt hàng một bức tượng bằng tuyết, và Michelangelo một lần nữa lại vào triều đình Medici.
Cùng năm ấy, nhà Medici bị trục xuất khỏi Florence vì sự nổi lên của nhà Savonarola. Michelangelo rời thành phố trước khi quyền lực chính trị thay đổi, đi tới Venice và sau đó tới Bologna. Tại Bologna ông được đặt hàng hoàn thành việc tạc những nhân vật nhỏ cuối cùng tại Điện thờ thánh Dominic, trong nhà thờ dành cho vị thánh này. Tới cuối năm 1494, tình hình chính trị tại Florence lắng dịu hơn. Tuy nhiên thành phố, trước kia nằm dưới sự đe doạ từ phía Pháp, không còn là một nơi nguy hiểm nữa khi Charles VIII bị đánh bại. Michelangelo quay trở lại Florence nhưng không nhận được đơn hàng nào từ chính phủ mới của thành phố thuộc nhà Savonarola. Ông quay lại làm việc cho nhà Medici. Trong nửa năm ở tại Florence ông thực hiện hai bức tượng nhỏ một Thánh John Người rửa tội trẻ em và một tượng Cupid ngủ. Theo Condivi, Lorenzo di Pierfrancesco de' Medici, người mà Michelangelo thực hiện tượng Thánh John Người rửa tội cho, đã yêu cầu rằng Michelangelo "làm sao để nó trông giống như đã bị chôn lấp" để ông ta có thể "gửi nó tới Rome…tiêu thụ [nó đi] như một tác phẩm nghệ thuật cổ và…bán dễ hơn." Cả Lorenzo và Michelangelo đều không biết về việc lừa dối về giá trị thực của bức tượng bởi một người trung gian. Hồng y Raffaele Riario, người mua bức tượng từ Lorenzo, phát hiện ra rằng nó là đồ giả, nhưng thấy ấn tượng với giá trị điêu khắc tới mức ông đã mời nghệ sĩ tới Rome. [d] Thành công rõ ràng này trong việc bán tác phẩm điêu khắc của ông ở nước ngoài cũng như tình hình thận trọng tại Florentine có thể đã khuyến khích Michelangelo chấp nhận lời mời.

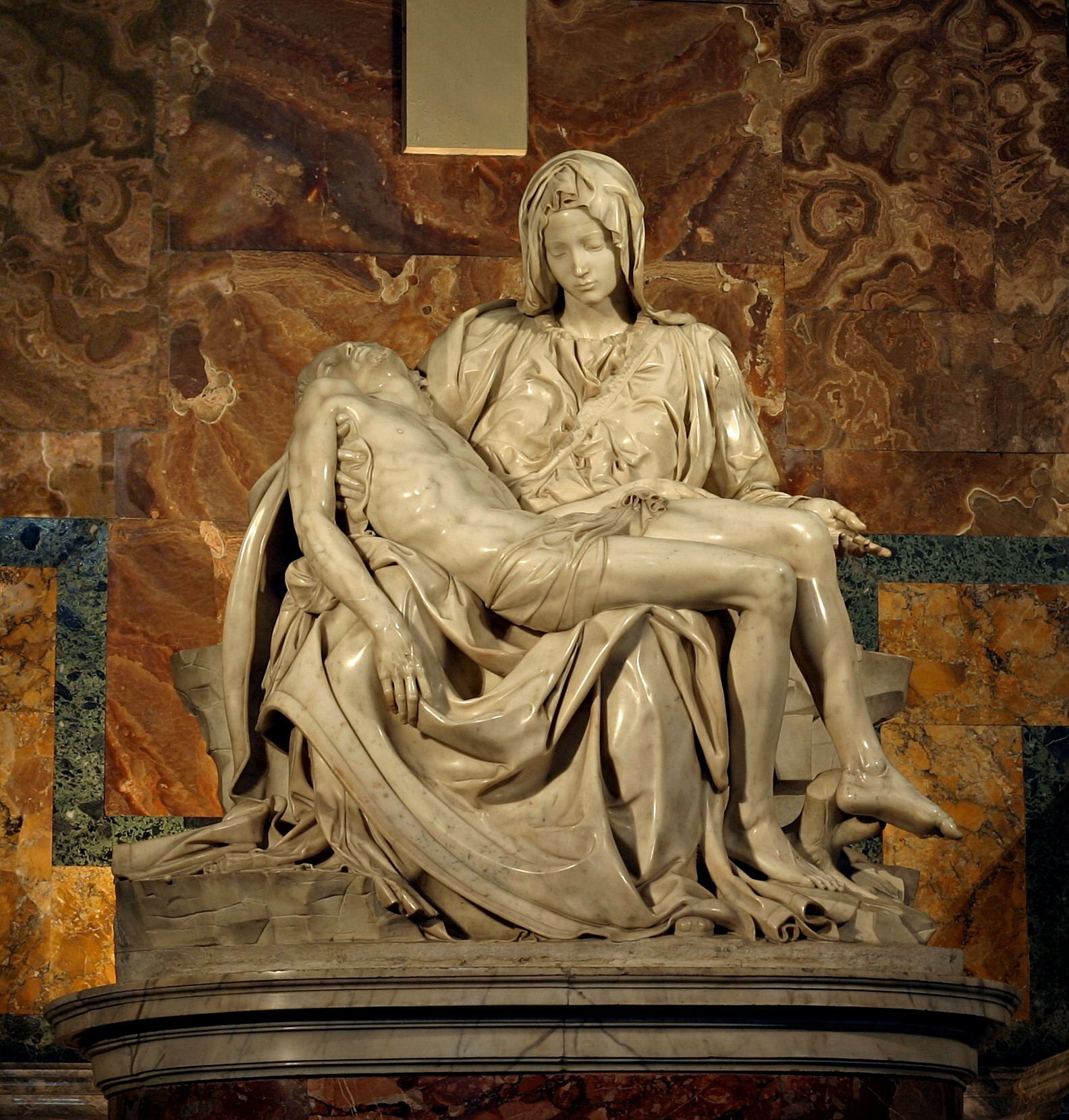
Michelangelo's Pietà, một sự thể hiện thân thể Jesus trong lòng đức mẹ Mary sau khi bị đóng đinh lên thập tự giá, được điêu khắc năm 1499, khi nhà nghệ sĩ mới 24 tuổi.

#### Rome
Michelangelo tới Rome ngày 25 tháng 6 năm 1496 ở tuổi 21. Ngày 4 tháng 7 cùng năm ấy, ông bắt đầu làm việc cho một đặt hàng của Hồng y Raffaele Riario, một bức tượng theo kích thước thực của vị thần rượu La Mã, Bacchus. Tuy nhiên, ngay khi hoàn thành, bức tượng bị Hồng y từ chối, và sau đó được đưa vào bộ sưu tập của người chủ ngân hàng Jacopo Galli, đặt trong vườn nhà ông.
Tháng 11 năm 1497, đại sứ Pháp tại Toà Thánh đặt hàng một trong những tác phẩm nổi tiếng nhất của ông, tác phẩm điêu khắc Pietà và hợp đồng được đồng ý vào tháng 8 năm sau đó. Ý kiến thời ấy về tác phẩm này — "một sự phát lộ mọi tiềm năng và xung lực của nghệ thuật điêu khắc" — đã được tóm tắt bởi Vasari: "Chắc chắn đó là một điều thần diệu mà một khối đá có thể được tạc thành một sự hoàn hảo mà thiên nhiên không thể tạo ra trong đó." (It is certainly a miracle that a formless block of stone could ever have been reduced to a perfection that nature is scarcely able to create in the flesh)
Tại Rome, Michelangelo sống gần nhà thờ Santa Maria di Loreto. Ở đây, theo truyền thuyết, ông yêu Vittoria Colonna, nữ hầu tước Pescara và cũng là một nhà thơ. Căn nhà của ông bị phá huỷ năm 1874, và các yếu tố kiến trúc còn lại được những người chủ mới giữ lại đã bị phá huỷ năm 1930. Ngày nay một bản sao phục dựng hiện đại ngôi nhà của Michelangelo có thể được thấy trên đồi Gianicolo. Cũng trong giai đoạn này có những hoài nghi phát sinh khi Michelangelo thực hiện tác phẩm điêu khắc Laocoön và các con trai tại Vatican.

## Tác phẩm

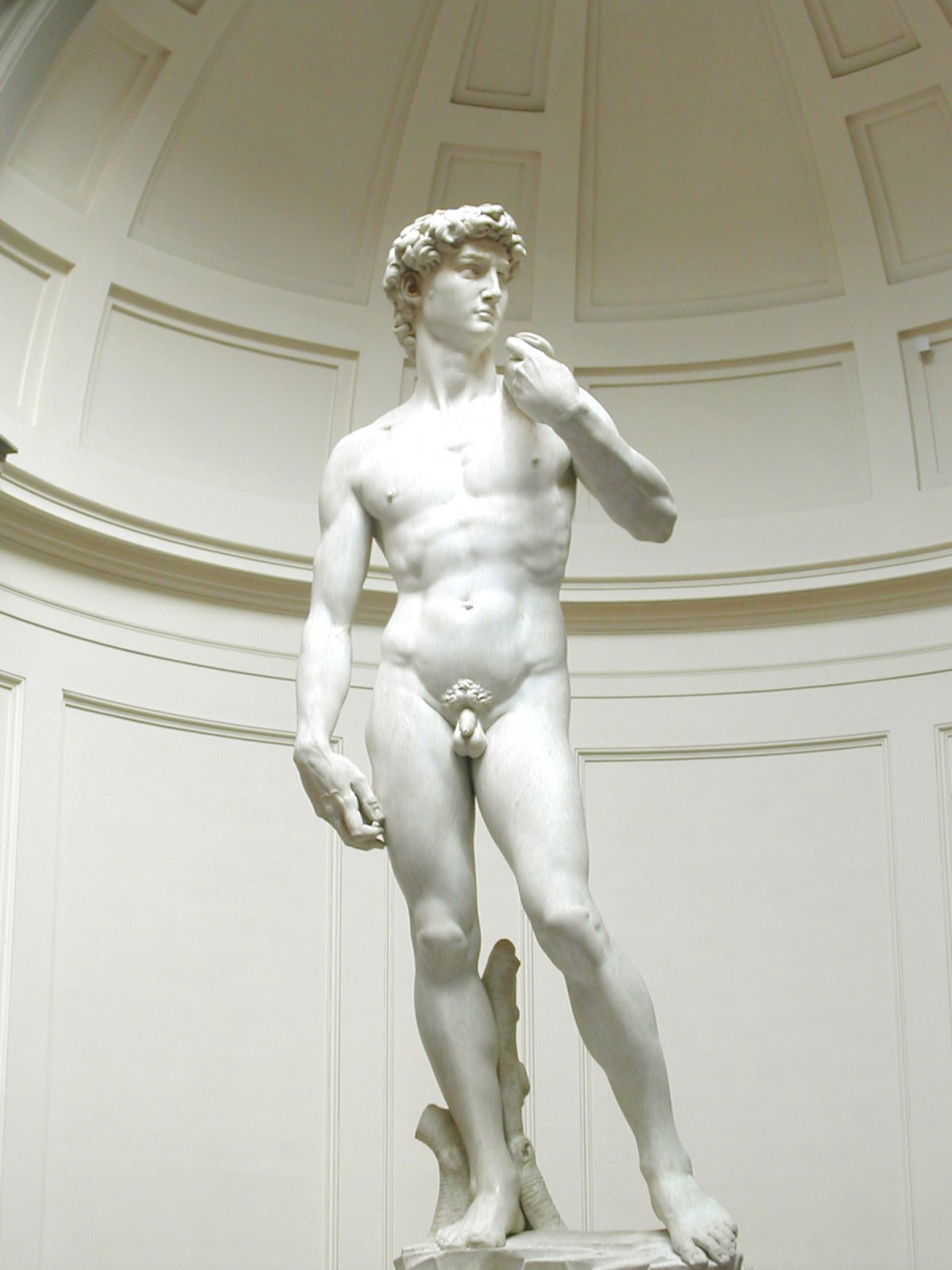
Tượng David, được Michelangelo hoàn thành năm 1504, là một trong các tác phẩm nổi tiếng nhất thời kỳ Phục hưng.

### Tượng David
Michelangelo quay trở lại Florence năm 1499–1501. Mọi thứ đang thay đổi tại nước cộng hoà sau sự thất bại của những Thầy tu chống Phục hưng và người lãnh đạo Florence, Girolamo Savonarola (bị hành quyết năm 1498) và sự nổi lên của gonfaloniere Pier Soderini. Ông được các tổng tài Phường hội Len yêu cầu hoàn thành một dự án còn dang dở đã được bắt đầu từ 40 năm trước đó bởi Agostino di Duccio: một bức tượng khổng lồ thể hiện David như một biểu tượng của sự tự do của Florentine, sẽ được đặt tại Piazza della Signoria, phía trước Palazzo Vecchio. Michelangelo đáp ứng bằng cách hoàn thành tác phẩm nổi tiếng nhất của mình, tượng David năm 1504. Kiệt tác này, được làm từ một khối đá marble tại các mỏ đá ở Carrara đã được các nghệ sĩ khác bắt đầu trước đó, đã minh chứng cho sự xuất chúng của ông với tư cách là một nhà điêu khắc có tài năng kỹ thuật phi thường và sức mạnh của khả năng sáng tạo biểu tượng.
Cũng trong giai đoạn này, Michelangelo vẽ bức tranh Holy Family and St John, cũng được gọi là Doni Tondo hay Holy Family of the Tribune: nó được đặt hàng cho hôn lễ của Angelo Doni và Maddalena Strozzi vào thế kỷ 17 được treo trong căn phòng gọi là Tribune ở Uffizi. Ông cũng có thể đã vẽ bức Madonna and Child with John the Baptist, được gọi là Manchester Madonna và hiện ở tại National Gallery, London.

### Trần Nhà nguyện Sistine

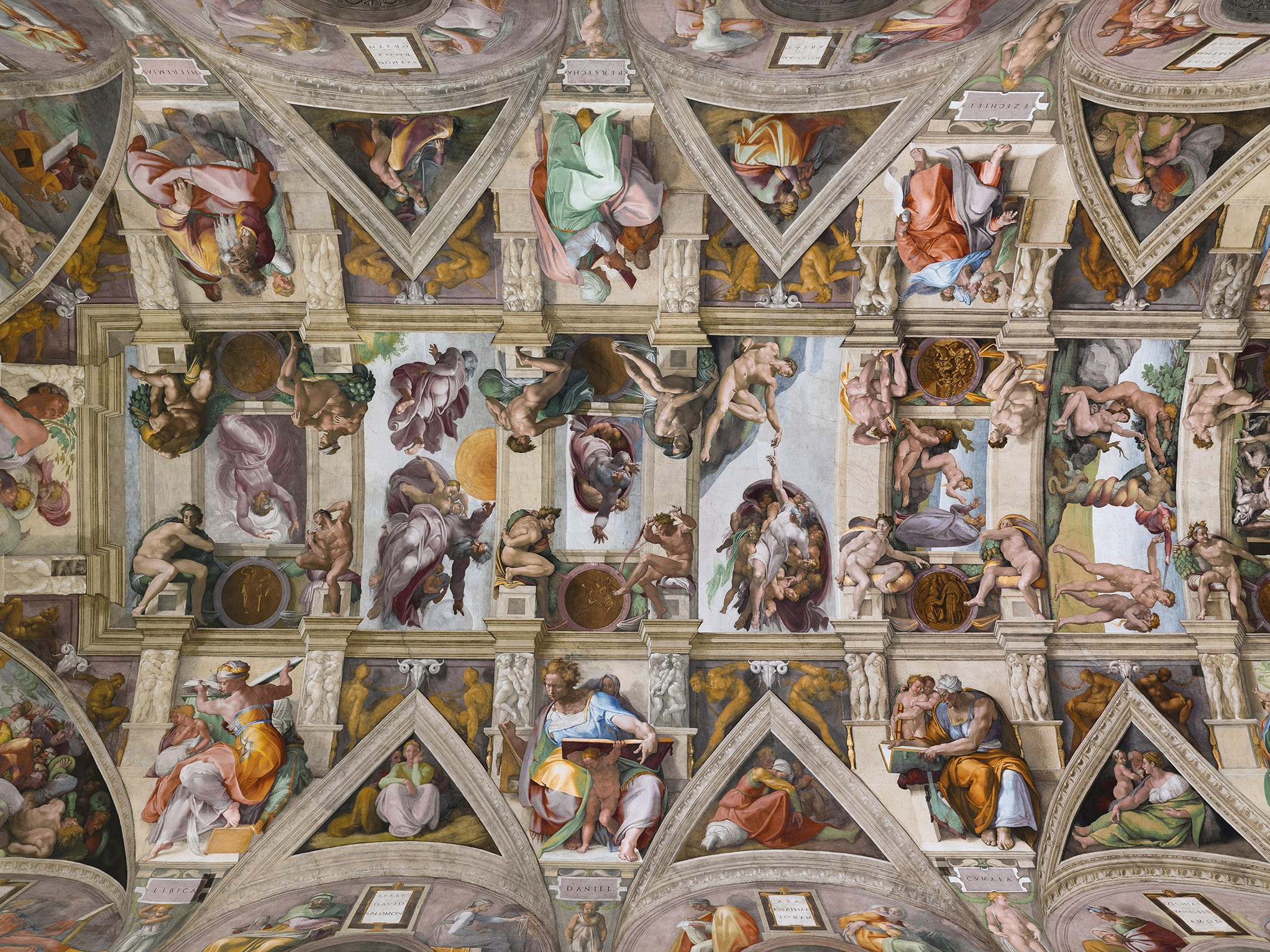
Michelangelo đã vẽ trên trần Nhà nguyện Sistine; tác phẩm mất gần bốn năm để hoàn thành (1508–1512)

Năm 1505 Michelangelo được Giáo hoàng Julius II mới được bầu mời quay trở lại Rome. Ông được đặt hàng xây dựng hầm mộ cho Giáo hoàng. Dưới sự bảo trợ của Giáo hoàng, Michelangelo phải liên tục dừng công việc ở hầm mộ để hoàn thành nhiều nhiệm vụ khác. Bởi những sự ngắt quãng này, Michelangelo đã mất 40 năm cho hầm mộ. Hầm mộ, với đặc điểm trung tâm là tượng Moses của Michelangelo, không bao giờ được hoàn thành ở mức khiến ông hài lòng. Nó nằm tại Nhà thờ thánh Phêrô Bị Xiềng Xích tại Rome.
Cũng trong giai đoạn này, Michelangelo nhận yêu cầu vẽ trần Nhà nguyện Sistine, mất gần bốn năm để hoàn thành (1508–1512). Theo lời kể của Michelangelo, chính vì lòng ganh tị của Bramante đối với ông nên Bramante đã xúi Giáo hoàng giao cho ông một công trình không thể nào thực hiện nổi. Điều này để Michelangelo sẽ gặp phải những so sánh bất lợi với đối thủ là Bramante, người khi ấy đang ở đỉnh cao sự nghiệp với tư cách nghệ sĩ sáng tác tranh tường. Tuy nhiên, câu chuyện này bị nhiều nhà sử học hiện đại bác bỏ với những bằng chứng ở thời điểm đó, và có thể chỉ đơn giản là một sự phản ánh quan điểm riêng của nghệ sĩ.
Michelangelo ban đầu được đặt hàng vẽ 12 Thánh tông đồ trên một nền cảnh bầu trời sao, nhưng hai bên có những hình ảnh phối hợp khác biệt và phức tạp, thể hiện sự thành tạo thế giới, Sự suy đồi của Con người và Lời hứa Cứu rỗi thông qua các nhà tiên tri và Bảng phả hệ của Chúa Jesus. Tác phẩm là một phần của một bối cảnh trang trí lớn hơn bên trong nhà nguyện thể hiện đa phần học thuyết của Giáo hội Công giáo Rôma.
Cuối cùng bố cục có hơn 300 nhân vật và có chín tình tiết trung tâm từ Sách Khải huyền, được chia thành ba nhóm: Sự sáng tạo Thế giới của Chúa; Chúa tạo ra Loài người và việc họ mất ân huệ của Chúa; và cuối cùng, tình trạng của nhân loại như được thể hiện bởi Noah và gia đình ông. Trên các vòm tam giác đỡ mái được vẽ mười hai người đàn ông và phụ nữ đã tiên đoán sự xuất hiện của Chúa Jesus. Họ gồm bảy nhà tiên tri Israel và năm Bà đồng, các phụ nữ tiên tri của Thế giới Cổ đại.
Trong số những bức hoạ nổi tiếng nhất trên trần có Chúa tạo ra Adam, Adam và Eve trong Vườn địa đàng, Đại hồng thủy, nhà tiên tri Isaiah và Bà đồng Cumaean. Quanh các cửa sổ được vẽ các tổ tiên của Chúa Jesus.

### Dưới thời các Giáo hoàng Medici ở Florence

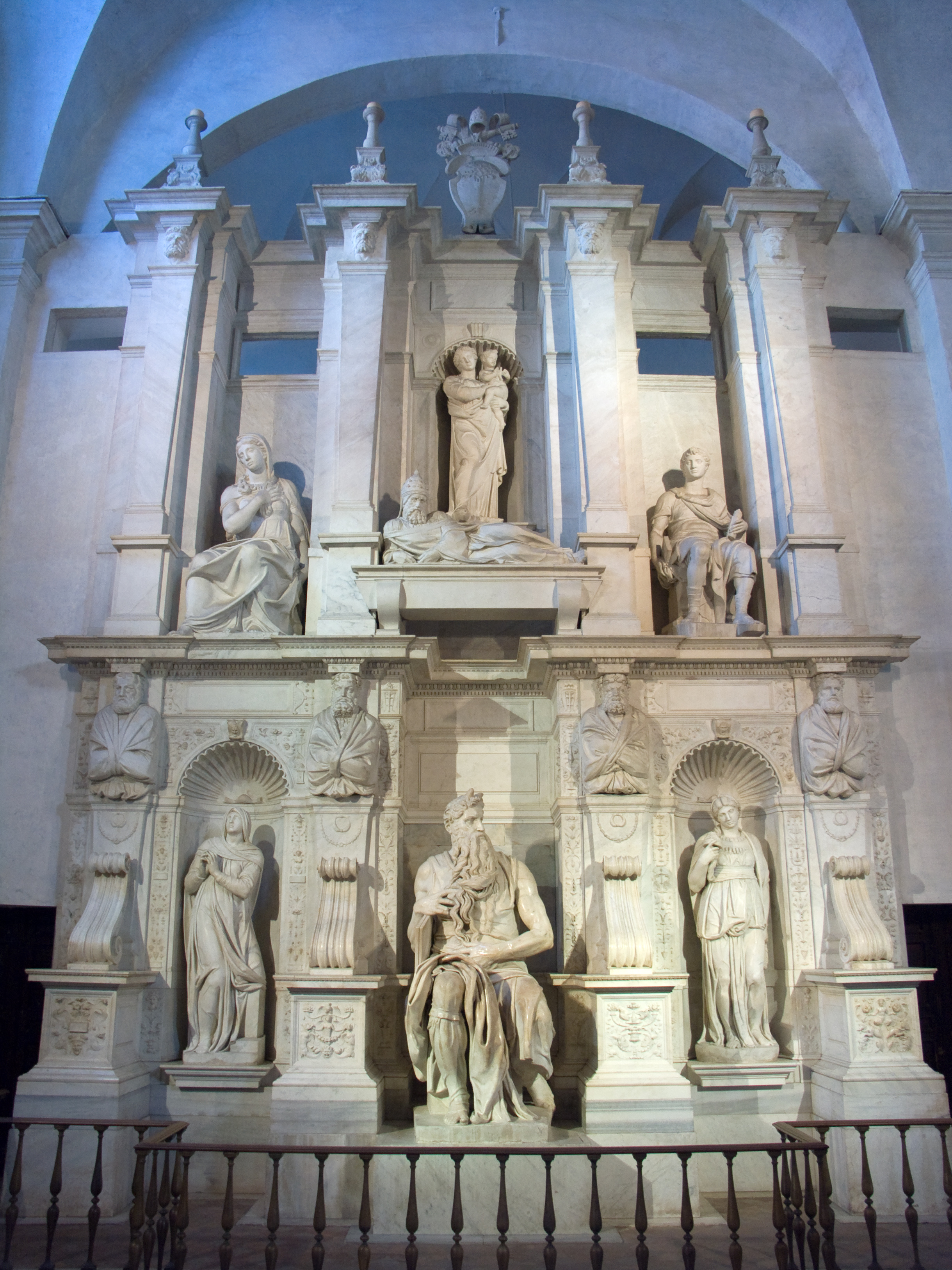
Tác phẩm Moses của Michelangelo (ở giữa) với Rachel và Leah ở hai bên.

Năm 1513 Giáo hoàng Julius II qua đời và người kế tục ông Giáo hoàng Leo X, một thành viên gia đình Medici, đặt hàng Michelangelo xây dựng lại mặt tiền của La Mã pháp đình San Lorenzo tại Florence và trang trí nó bằng những tác phẩm điêu khắc. Michelangelo miễn cưỡng đồng ý. Ba năm ông dành cho việc sáng tạo các bức hoạ và các mô hình cho mặt tiền, cũng như nỗ lực mở một mỏ đá marble mới tại Pietrasanta phục vụ riêng cho dự án này, là những năm tháng chán nản nhất trong sự nghiệp của ông, bởi công việc bất thần bị huỷ bỏ do sự thiếu hụt tài chính của những người bảo trợ trước khi có bất kỳ tiến triển nào diễn ra. La Mã pháp đình cho tới tận ngày nay vẫn không có mặt tiền.
Rõ ràng không bực tức với sự việc này, nhà Medici sau đó quay lại với Michelangelo với một đề xuất lớn khác, lần này là một nhà nguyện trong nghĩa trang gia đình tại La Mã pháp đình San Lorenzo. May mắn cho các thế hệ tiếp sau, dự án này, chiếm hầu hết thời gian của người nghệ sĩ trong thập niên 1520 và 1530, được thực hiện đầy đủ. Dù vẫn chưa hoàn thành, nó là ví dụ tốt nhất về sự tích hợp tầm nhìn về điêu khắc và kiến trúc của nghệ sĩ, bởi Michelangelo đã tạo ra cả những tác phẩm điêu khắc chính và sơ đồ nội thất. Trớ trêu thay, những hầm mộ nổi bật nhất là những hầm mộ của hai thành viên gia đình Medici chết trẻ, một người con trai và một người cháu trai của Lorenzo. Chính Il Magnifico được chôn trong một hầm mộ chưa được hoàn thành và hoàn toàn không đáng chú ý ở một trong những bức tường bên của nhà nguyện, không có được một đài kỷ niệm nhỏ, như dự định ban đầu.

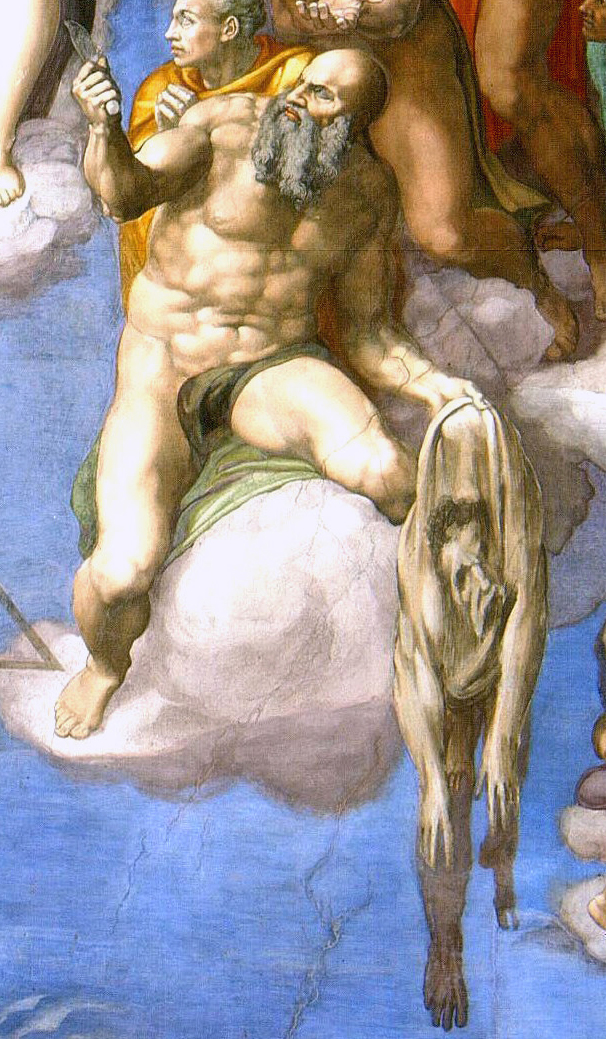
Sự phán xét cuối cùng của Michelangelo. Saint Bartholomew được thể hiện cầm con dao của sự tử vì đạo của ông và lớp da đã bị lột. Mặt của lớp da được nhận ra là của Michelangelo.

Năm 1527, các công dân Florentine, được khuyến khích bởi vụ cướp bóc Rome, lật đổ gia đình Medici và tái lập nền cộng hoà. Một cuộc phong toả thành phố diễn ra sau đó, và Michelangelo phục vụ cho thành phố Florence yêu quý của mình bằng cách làm việc tại các pháo đài của nó từ năm 1528 đến năm 1529. Thành phố sụp đổ năm 1530 và nhà Medici được tái lập quyền lực. Hoàn toàn không có thiện cảm với chế độ cai trị đàn áp của công tước Medici, Michelangelo rời Florence giữa thập niên 1530, chỉ để lại các phụ tá để hoàn thiện nhà nguyện Medici. Nhiều năm sau thi hài ông được mang trở lại từ Rome để mai táng tại Basilica di Santa Croce, thực hiện ước nguyện cuối cùng của người nghệ sĩ được chôn cất tại thành phố Tuscany ông yêu quý.

### Các tác phẩm cuối cùng ở Rome
Bích hoạ Sự phán xét cuối cùng trên tường án thờ Nhà nguyện Sistine được Giáo hoàng Clement VII, người chết ngay sau khi giao việc, đặt hàng. Paul III là nhân vật quan trọng trong việc để cho Michelangelo bắt đầu và hoàn thành dự án. Michelangelo làm việc tại dự án này từ năm 1534 tới tháng 10 năm 1541. Công việc rất nhiều và mở ra toàn bộ bức tường phía sau án thờ của Nhà nguyện Sistine. Sự phán xét cuối cùng là sự thể hiện lần xuất hiện thứ hai của Chúa Jesus và ngày tận thế; nơi các linh hồn con người mọc lên và được trao các số phận khác nhau, như được Chúa phán xét, bao quanh là các Thánh.
Khi hoàn thành, những sự thể hiện những người khoả thân trong nhà nguyện của Giáo hoàng bị coi là tục tĩu và báng bổ, và Hồng y Carafa và Monsignor Sernini (đại sứ của Mantua) đã kêu gọi kiểm duyệt và xoá bỏ bức tranh, nhưng Giáo hoàng phản đối. Sau khi Michelangelo chết, mọi người quyết định che đi các bộ phận sinh dục ("Pictura in Cappella Ap.ca coopriantur"). Vì vậy Daniele da Volterra, một học trò của Michelangelo, được trao trách nhiệm che chúng đi, phần thân thể được giữ nguyên. Khi tác phẩm được phục chế năm 1993, những nhà bảo tồn quyết định không loại bỏ tất cả các perizoma của Daniele, để lại một số chúng như một tài liệu lịch sử, và bởi một số tác phẩm của Michelangelo trước đó đã bị loại bỏ bởi các nghệ sĩ sửa sang lại các kiệt tác cho "lịch sự". Một bản copy trung thành với bản gốc không bị kiểm duyệt, của Marcello Venusti, có thể được thấy tại Bảo tàng Capodimonte ở Napoli.

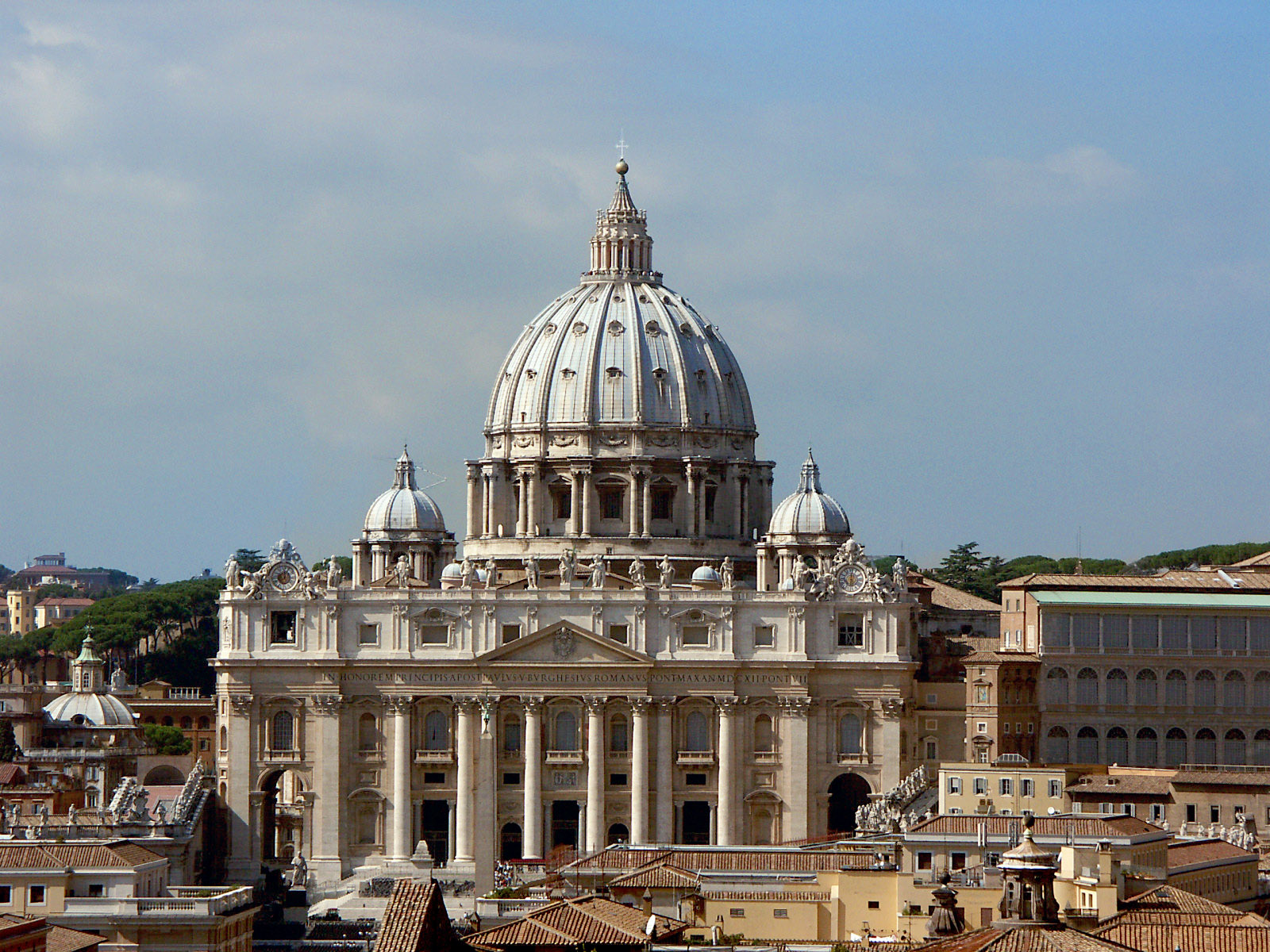
Michelangelo thiết kế mái vòm Nhà thờ thánh Peter nhưng ông mất trước khi công trình này hoàn thành

Sự kiểm duyệt luôn đi cùng Michelangelo, từng được miêu tả là "inventor delle porcherie" ("nhà phát minh những sự tục tĩu", trong tiếng Italia nguyên gốc chỉ "những thứ bẩn thỉu"). "Chiến dịch lá sung" đáng hổ thẹn của Phản Cải cách, nhắm tới việc che phủ mọi sự thể hiện các bộ phận sinh dục của con người trong các tác phẩm hội họa và điêu khắc, bắt đầu với các tác phẩm của Michelangelo. Hai ví dụ, bức tượng đá marble Cristo della Minerva (nhà thờ Santa Maria sopra Minerva, Rome) được che đi bằng cách cho thêm một tấm drap, như nó vẫn hiện diện ngày nay, và tượng Jesus cởi truồng khi vẫn còn là một đứa trẻ Madonna of Bruges (Church of Our Lady tại Bruges, Bỉ) bị che phủ đi trong nhiều thập kỷ. Tương tự, bản copy thạch cao của tượng David tại Cast Courts (Bảo tàng Victoria và Albert) ở London, có một lá sung trong một cái hộp phía sau lưng bức tượng. Nó ở đó để được đặt lên các bộ phận sinh dục của tượng để nó sẽ không làm phiền những nữ khách hoàng gia viếng thăm.
Năm 1546, Michelangelo được chỉ định làm kiến trúc sư Vương cung thánh đường Thánh Peter tại Vatican, và thiết kế mái vòm của nó. Khi công trình tiến triển có lo ngại rằng Michelangelo sẽ qua đời trước khi mái vòm được hoàn thành. Tuy nhiên, khi công trình bắt đầu tới phần thấp của mái vòm, vòng đỡ, thiết kế đã hoàn thành.

### Bức phác hoạ cuối cùng được tìm thấy
Ngày 7 tháng 12 năm 2007, bản phác hoạ bằng phấn đỏ của Michelangelo cho mái vòm Nhà thờ thánh Peter, bức phác hoạ cuối cùng của ông trước khi ông mất năm 1564, đã được phát hiện trong thư khố của Vatican. Nó rất hiếm, bởi ông đã tiêu huỷ các thiết kế của mình lúc cuối đời. Bức phác hoạ là một sơ đồ một phần cho một trong những cột xuyên tâm của trống tang vòm của Nhà thờ thánh Peter.

## Sự nghiệp kiến trúc sư

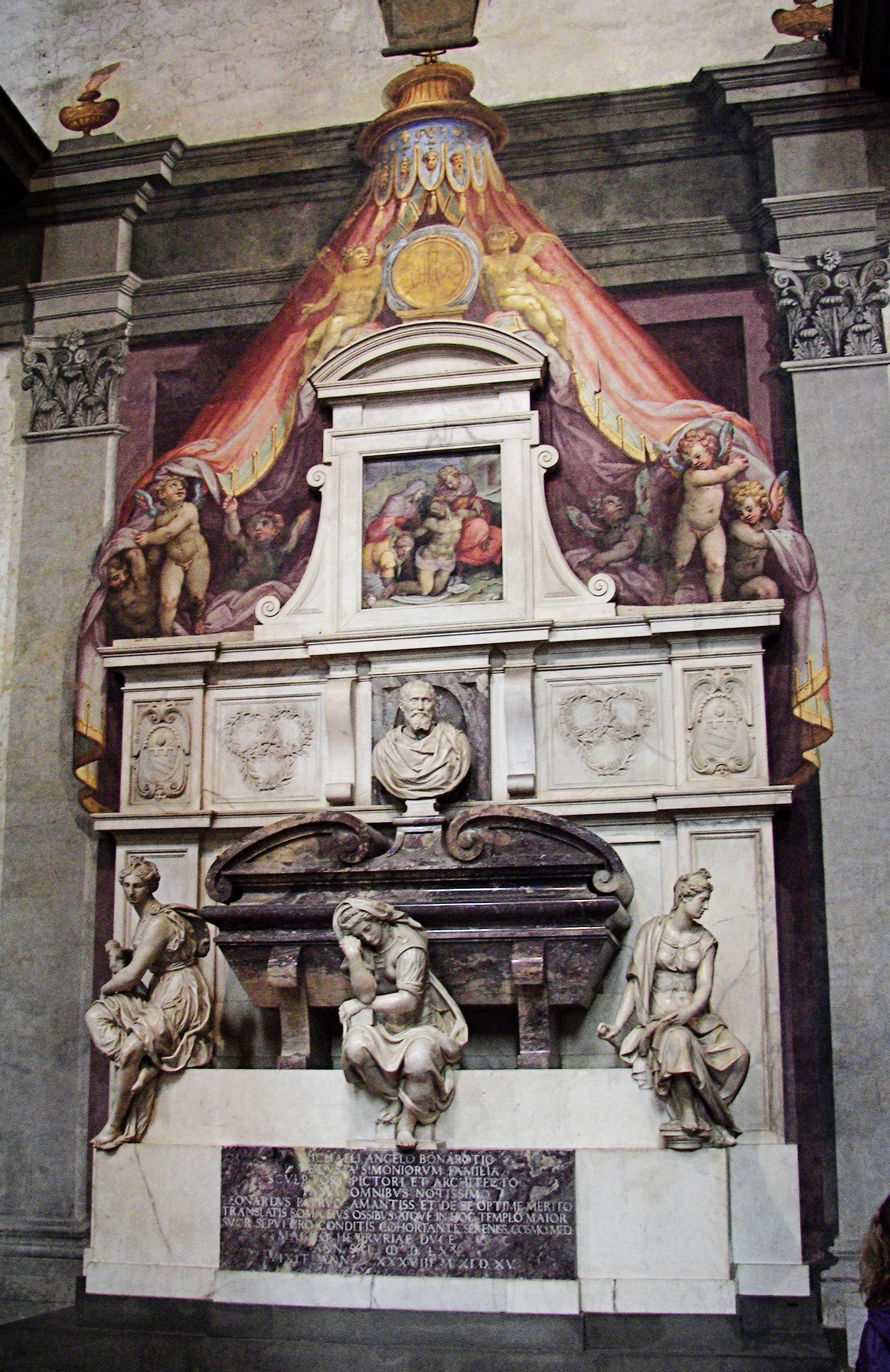
Mộ của Michelangelo, tại Basilica di Santa Croce di Firenze, Florence

Michelangelo đã làm việc ở nhiều dự án do những người khác khởi đầu, đáng chú ý nhất là công việc của ông tại Nhà thờ thánh Peter, Rome. Campidoglio, được thiết kế bởi Michelangelo cũng trong giai đoạn này, được điều chỉnh cấu trúc và không gian phù hợp với Capitoline Hill của Rome. Hình dáng của nó, kiểu giống hình chữ nhật lệch hơn là hình vuông, được dự định để trung hoà với những hiệu ứng của phong cảnh. Các dự án kiến trúc lớn của Florentine do Michelangelo tiến hành là mặt tiền chưa được thi công cho La Mã pháp đình San Lorenzo, Florence và Nhà nguyện Medici (Capella Medicea) và Thư viện Laurentian, và các pháo đài của Florence. Các dự án La Mã lớn là Nhà thờ thánh St. Peter, Palazzo Farnese, San Giovanni dei Fiorentini, Nhà nguyện Sforza (Capella Sforza) tại Basilica di Santa Maria Maggiore, Porta Pia và Santa Maria degli Angeli.

### Thư viện Laurentian
Khoảng năm 1530 Michelangelo thiết kế Thư viện Laurentian tại Florence, một công trình phụ của nhà thờ San Lorenzo. Ông đã tạo ra các phong cách mới như các trụ bổ tường thon nhỏ hơn ở bên dưới, và một cầu thang gác với các hình dạng tam giác và cong.

### Nhà nguyện Medici
Michelangelo đã thiết kế Nhà nguyện Medici. Nhà nguyện Medici có các tượng đài ở trong dành cho một số thành viên gia đình Medici. Michelangelo không bao giờ hoàn thành dự án này, các học trò của ông sau này hoàn thành nó. Lorenzo the Magnificent được chôn ở bức tường cổng Nhà nguyện Medici. Những tác phẩm điêu khắc "Madonna and Child" và các vị thánh bảo trợ nhà Medici là Cosmas và Damian được đặt khi chôn cất ông. "Madonna and child" là tác phẩm riêng của Michelangelo.

## Nhân cách
Michelangelo thường ngạo mạn với những người khác và luôn không hài lòng với chính mình, coi nghệ thuật có nguồn gốc từ cảm hứng bên trong và từ văn hoá. Trái ngược với những ý tưởng của đối thủ của ông, Leonardo da Vinci, Michelangelo coi tự nhiên là một kẻ thù và phải vượt qua nó. Các nhân vật ông đã tạo ra mạnh mẽ và năng động, mỗi nhân vật ở trong không gian riêng của mình tách biệt với thế giới bên ngoài. Với Michelangelo, công việc của nhà điêu khắc hoàn toàn tự do khỏi các hình thức vốn đã ở trong phiến đá. Ông tin rằng mọi phiến đá có một sự điêu khắc bên trong nó, và rằng công việc điêu khắc đơn giản là việc tẩy bỏ tất cả những thứ không phải là một phần của bức tượng.
Nhiều giai thoại nói về tài năng của Michelangelo, đặc biệt trong điêu khắc, rất được tôn sùng ở thời đại ông. Một Lorenzo de Medici khác muốn sử dụng Michelangelo để kiếm ít tiền. Ông đặt hàng Michelangelo tạc một tượng Cupid trông có vẻ mòn và cổ. Lorenzo trả Michelangelo 30 ducat, nhưng bán bức tượng với giá 200 ducat. Hồng y Raffaele Riario nghi ngờ và cử một người đi điều tra. Người này đặt Michelangelo thực hiện một phác hoạ Cupid cho ông, và sau đó nói với Michelangelo rằng trong khi ông chỉ nhận được 30 ducat, Lorenzo đã bán lại tượng Cupid với giá trị của một đồ cổ và kiếm 200 ducat. Michelangelo sau đó xác nhận rằng ông đã tạc tượng Cupid, nhưng không hề nghĩ rằng mình đã bị lừa. Sau khi sự thật bị khám phá, Hồng y sau này coi đó làm bằng chứng về khả năng của ông và đặt ông thực hiện tác phẩm Bacchus. Một giai thoại được biết đến nhiều khác cho rằng khi hoàn thành the Moses (San Pietro in Vincoli, Rome), Michelangelo đã đập mạnh búa vào đầu gối của tượng, kêu lên, "Sao mày không nói chuyện với tao?"
Trong đời sống cá nhân, Michelangelo rất đạm bạc. Ông nói với người học việc của mình là Ascanio Condivi: "Dù tôi có thể giàu có thế nào nữa, tôi đã luôn sống như một người nghèo khổ." Condivi nói ông không thích thức ăn và đồ uống, ăn "vì cần thiết hơn là vì niềm vui" và rằng ông "thường ngủ trong đám quần áo và... giày của mình." Những thói quen đó có thể đã khiến ông không được ưa thích. Người viết tiểu sử ông Paolo Giovio nói, "bản chất của ông quá mạnh mẽ và vụng về khiến các thói quen ở gia đình của ông rất bần tiện." Có thể ông không chủ tâm, bởi theo bản chất ông là một người cô độc và u sầu. Ông có một danh tiếng về bizzarro e fantastico bởi ông "rút mình khỏi tình bằng hữu của loài người." 

## Giới tính

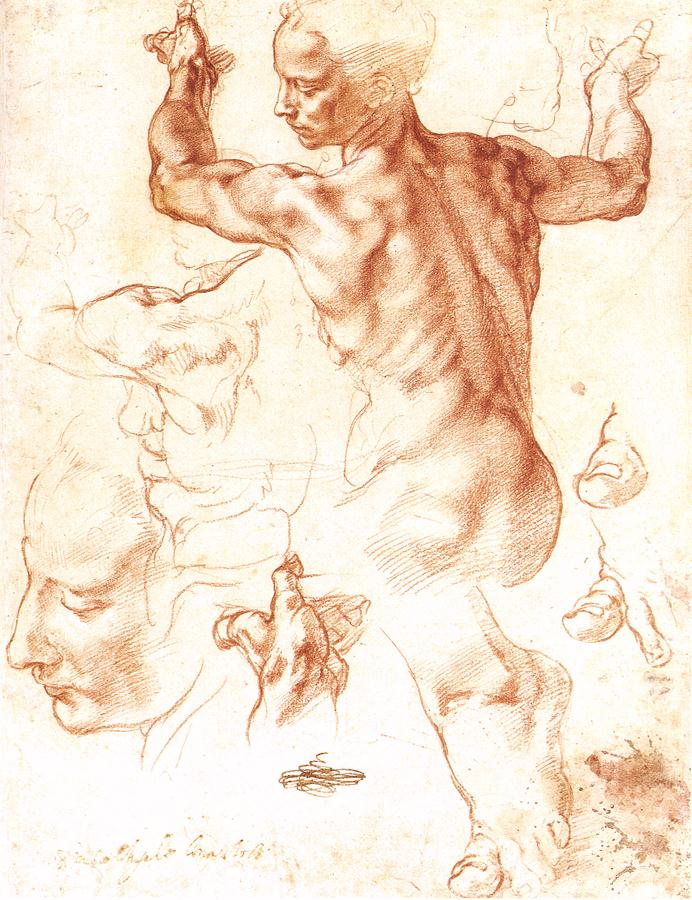
Bức hoạ cho The Libyan Sybil, Thành phố New York, Metropolitan Museum of Art

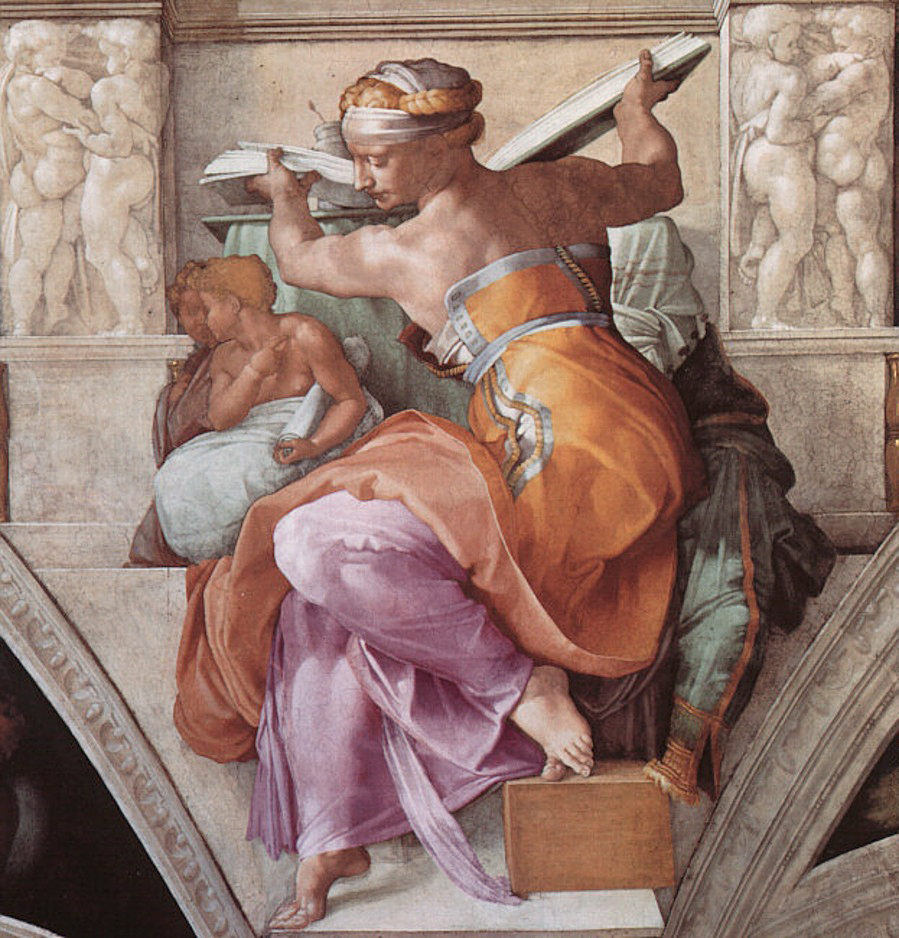
The Libyan Sybil, Nhà nguyện Sistine, đã hoàn thành.

Tính nền tảng trong nghệ thuật của Michelangelo là vẻ đẹp của nam giới, hấp dẫn ông cả về thẩm mỹ và cảm xúc. Một phần, đó là một sự thể hiện sự lý tưởng hoá nam tính thời Phục hưng. Nhưng trong nghệ thuật của Michelangelo có một cảm giác xác thịt với tính thẩm mỹ đó.
Những sự thể hiện của nhà điêu khắc về tình yêu đã được đặc trưng hoá như là cả Tân Platonic và đồng tính; giới học giả gần đây tìm kiếm một sự giải thích tôn trọng cả hai điều đó, tuy nhiên vẫn thận trọng trong việc đưa ra những kết luận tuyệt đối. Một ví dụ về vấn đề là Cecchino dei Bracci, cái chết của người này, chỉ một năm sau khi họ gặp năm 1543, đã gây cảm hứng cho việc viết 48 bài thơ trào phúng tang lễ, mà theo một số lời kể ám chỉ tới một mối quan hệ không chỉ lãng mạn mà cả về thể xác:
| La carne terra, e qui l'ossa mia, prive de' lor begli occhi, e del leggiadro aspetto fan fede a quel ch'i' fu grazia nel letto, che abbracciava, e' n che l'anima vive.[25] | Xác thịt giờ giờ là đất, và đây xương tôi, Bị tước đi những đôi mắt đẹp, và không khí vui nhộn, Sự trung thành vẫn dành cho anh ta người tôi đã cùng vui vẻ giường, Người tôi ôm hôn, người linh hồn tôi hiện đang sống ở. |
Theo những người khác, chúng thể hiện một sự hội thoại Platon tái hình dung không xúc cảm và tao nhã, theo đó thi ca tình ái được coi như một sự thể hiện các cảm giác tinh khiết (Quả thực, cần nhớ rằng các đức tin tình yêu ở Italia thế kỷ 16 có phạm vi áp dụng rộng lớn hơn hiện nay nhiều). Một số thanh niên trẻ lịch lãm và tận dụng ưu thế của nhà điêu khắc. Febbo di Poggio, năm 1532, bán rao vẻ duyên dáng của mình—để trả lời tình yêu của Michelangelo anh ta đòi tiền. Trước đó, Gherardo Perini, năm 1522, đã ăn trộm một cách trơ tráo của ông. Michelangelo luôn bảo vệ sự riêng tư của mình. Khi một nhân viên của người bạn ông là Niccolò Quaratesi đề nghị xin con trai mình vào học việc gợi ý rằng anh ta sẽ tốt trên giường, Michelangelo đã từ chối một cách phẫn nộ, đề nghị Quaratesi đuổi việc người đó.
Sự thể hiện bằng chữ lớn nhất về tình yêu của ông được trao cho Tommaso dei Cavalieri (khoảng 1509–1587), người 23 tuổi khi Michelangelo gặp anh ta năm 1532, ở tuổi 57. Cavalieri rộng mở với sự yêu mến của ông già: Tôi thề sẽ đáp trả tình yêu của ông. Chưa bao giờ tôi yêu quý một người đàn ông nào như tôi yêu ông, chưa bao giờ tôi ước muốn một tình bạn như tôi muốn có với ông. Cavalieri vẫn trung thành với Michelangelo cho tới khi ông mất.
Michelangelo đã dành tặng cho anh ta ba trăm bài sonnet và thơ trữ tình, là tập hợp những bài thơ lớn nhất của ông. Một số nhà bình luận hiện đại cho rằng mối quan hệ đơn giản chỉ là một cảm giác yêu mến kiểu Platon, thậm chí cho rằng Michelangelo tìm kiếm một người con trai đại diện. Tuy nhiên, tình trạng đồng tính của họ đã được ghi nhận từ thời ấy, vì thế một sự che đậy đoan trang đã được dựng lên giữa họ bởi cháu họ của ông, Michelangelo Trẻ, người xuất bản một tập thơ năm 1623 với các đại từ chỉ giới đã được thay đổi. John Addington Symonds, nhà hoạt động đồng tính từ thời kỳ đầu của Anh, đã đảo ngược sự thay đổi này bằng cách dịch các bài sonnet nguyên bản sang tiếng Anh và viết một cuốn tiểu sử hai tập, xuất bản năm 1893.

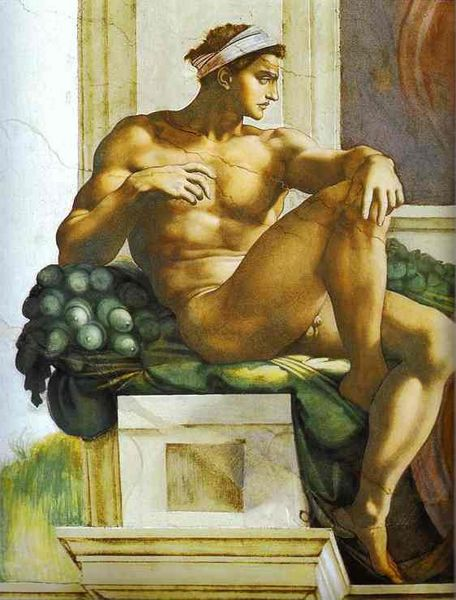
Một Ignudo, Sistine Chapel.

Các bài sonnet là tập thơ lớn đầu tiên ở mọi ngôn ngữ hiện đại được một người đàn ông đề tặng cho một người đàn ông khác, trước cả những bài sonnet của Shakespeare gửi cho người bạn trẻ của ông với khoảng cách 50 tuổi.
| I feel as lit by fire a cold countenance That burns me from afar and keeps itself ice-chill; A strength I feel two shapely arms to fill Which without motion moves every balance. — (Michael Sullivan, translation) |

Cuối đời mình ông nuôi dưỡng một tình yêu lớn với nhà thơ và là một người đàn bà quý tộc goá là Vittoria Colonna, người ông gặp tại Rome năm 1536 hay 1538 người khi ấy đang ở độ tuổi gần 50. Họ đã viết các bài sonnet cho nhau và thường xuyên liên lạc tới khi bà mất.
Không thể hiểu chắc liệu Michelangelo có các quan hệ thể xác (Condivi được gán cho ông một "kẻ trinh bạch như nhà sư"), nhưng qua thơ và nghệ thuật của ông chúng ta ít nhất có thể thoáng hiểu phạm vi tưởng tượng của ông.

## Tác phẩm

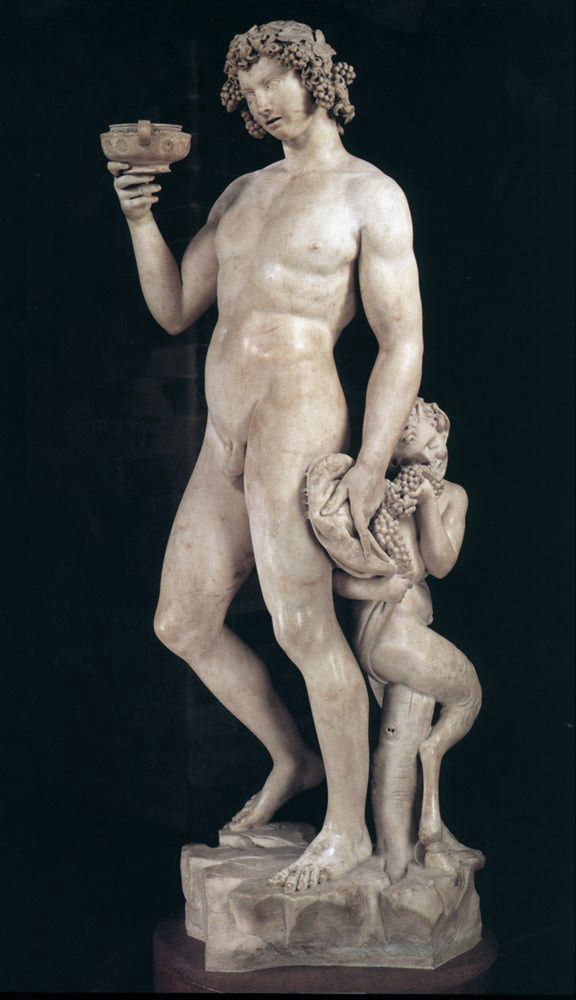
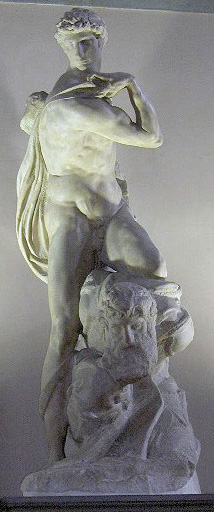
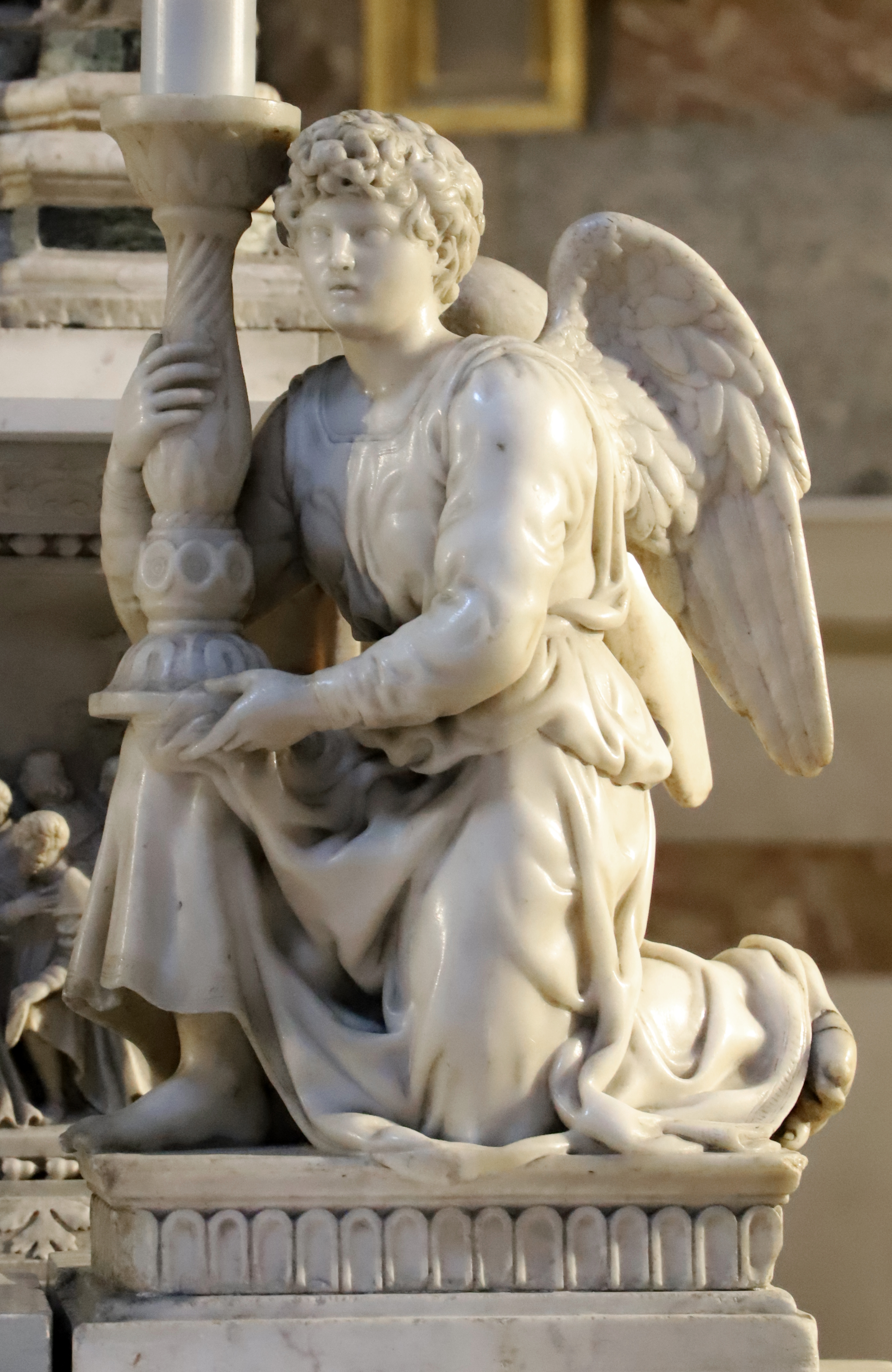
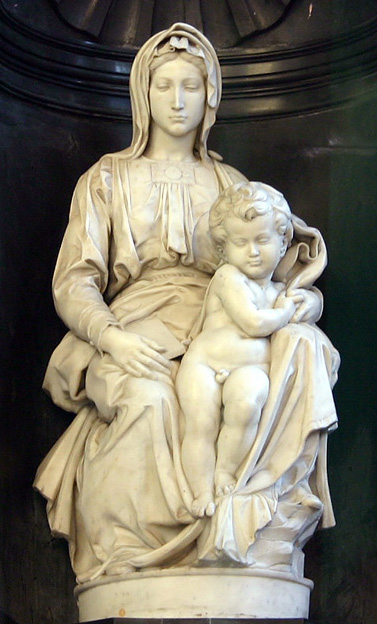
Madonna
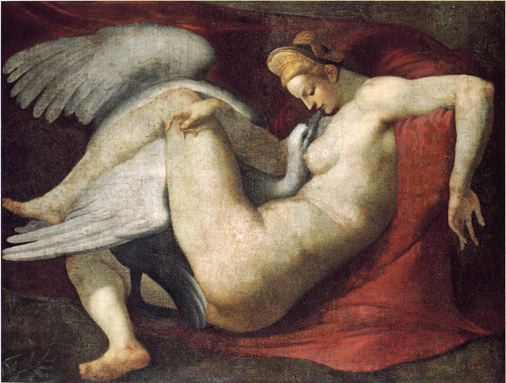
Leda
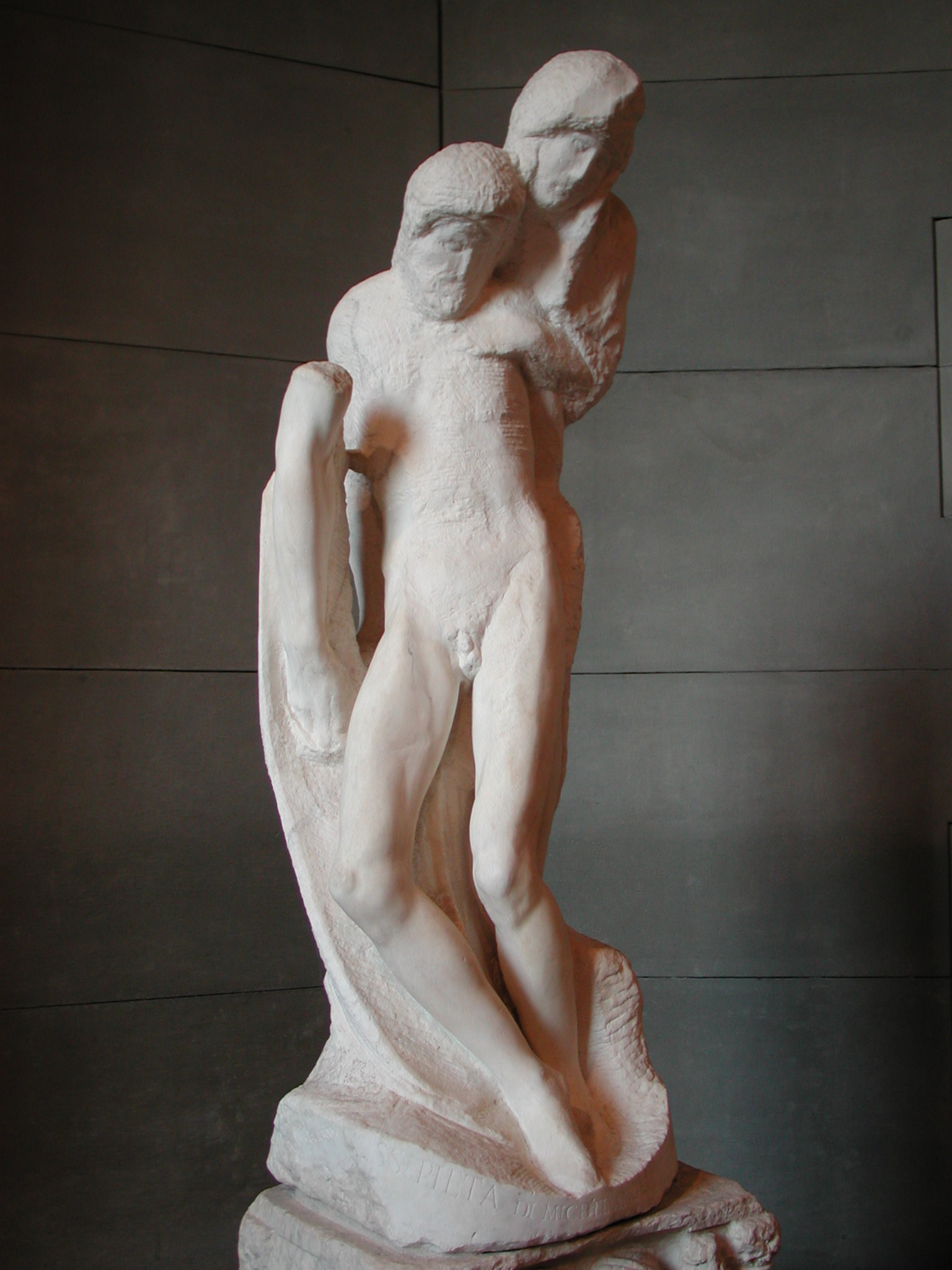
Pietà Rondanini
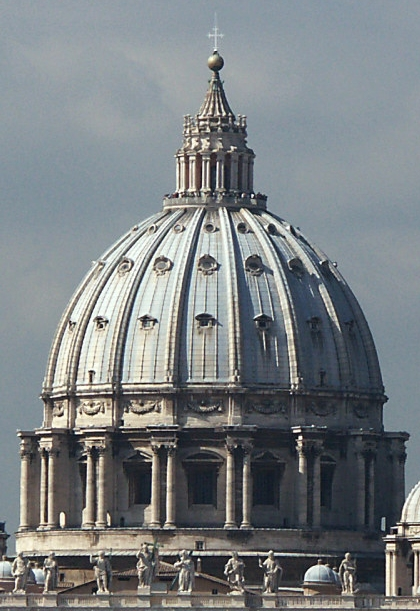
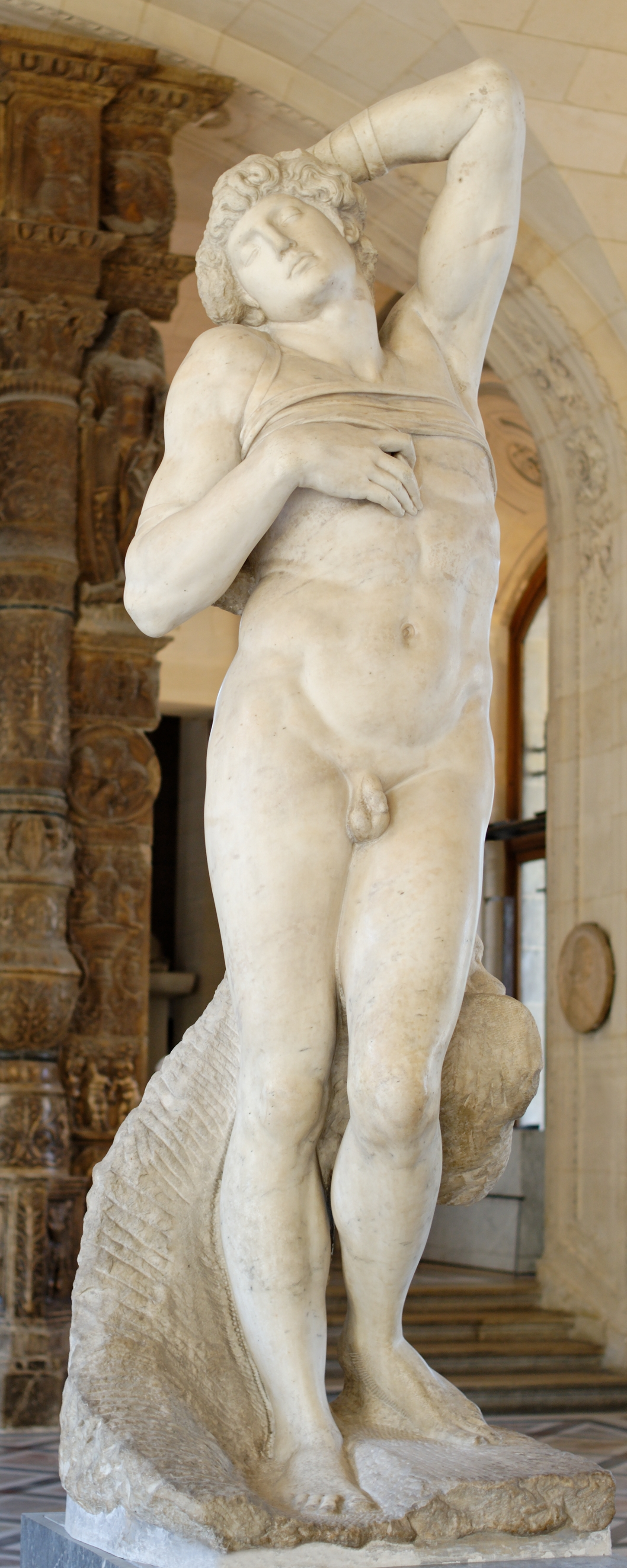
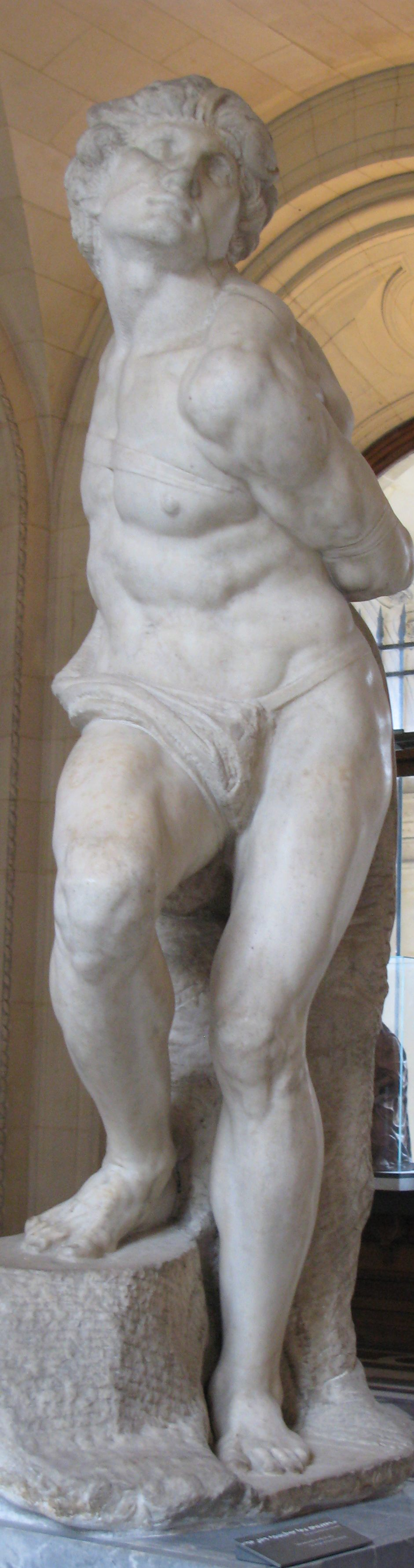
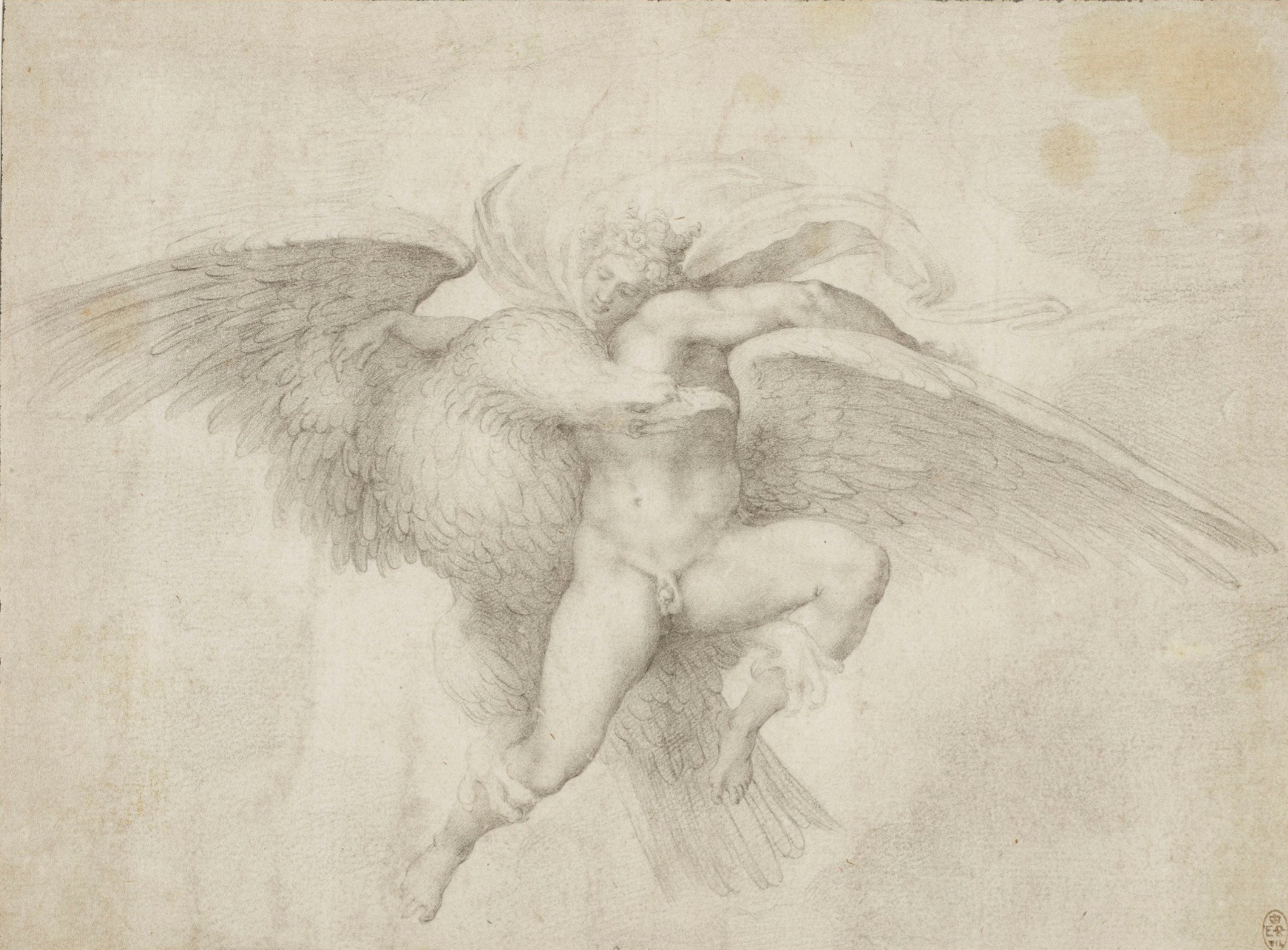
Ganymede, copia de 1532.
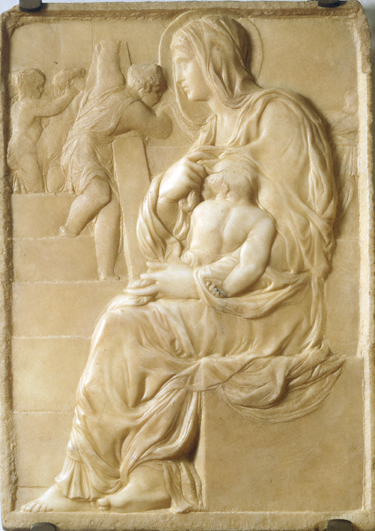
Madonna
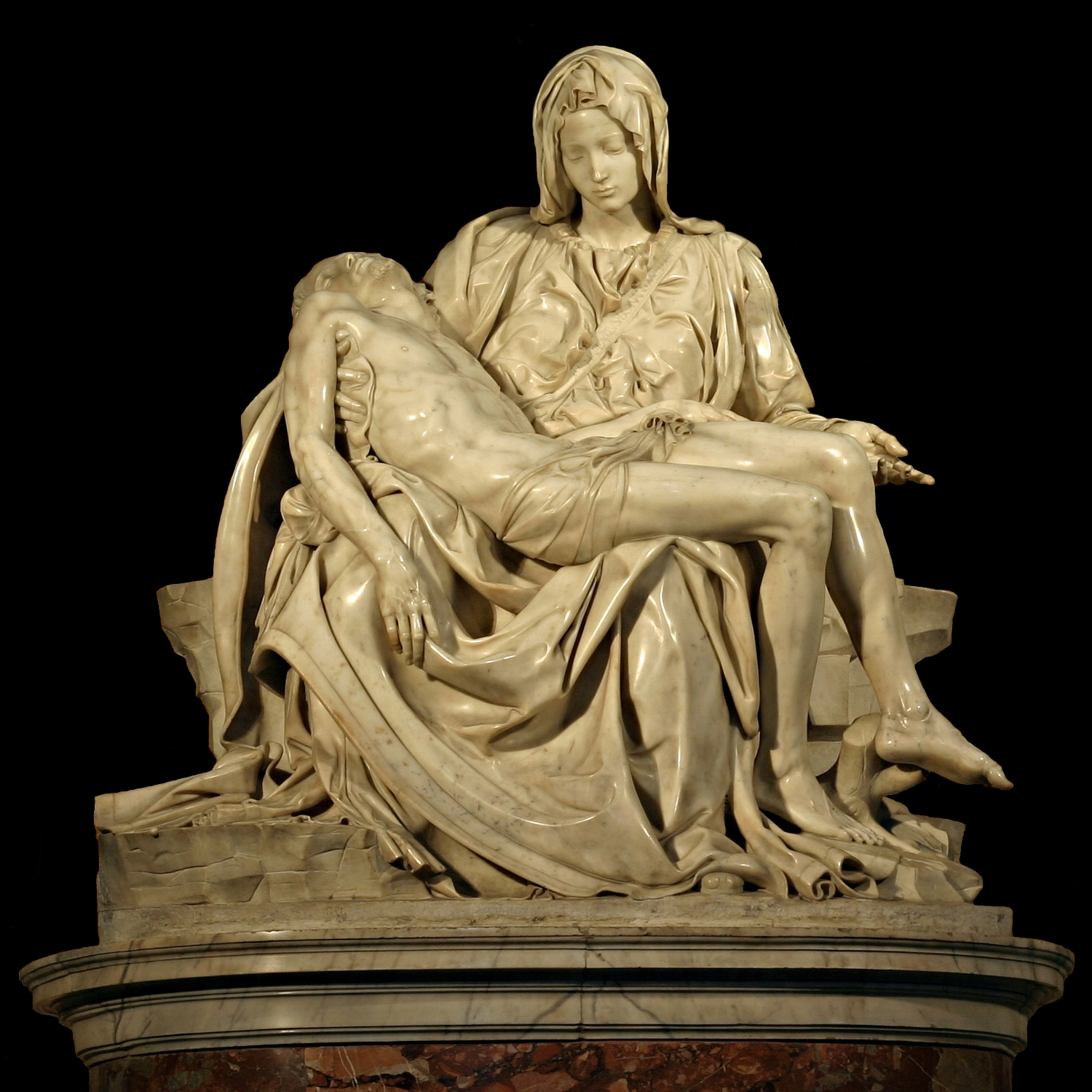

## Vinh danh
Tiểu hành tinh 3001 Michelangelo và một miệng hố va chạm trên sao Thủy được đặt theo tên Michelangelo. Nhân vật Michelangelo trong Teenage Mutant Ninja Turtles cũng được đặt theo tên Michelangelo.
Bộ phim năm 1965 The Agony and the Ecstasy đề cập tới câu chuyện của Michelangelo và công việc sáng tác hội họa của ông tại Nhà nguyện Sistine. Ông được thể hiện trong phim bởi Charlton Heston.

## Cước chú
a. ^ Cha của Michelangelo đánh dấu ngày sinh của ông là ngày 6 tháng 3 năm 1474. Tuy nhiên, theo cách nói của người La Mã thì là năm 1475.
b. ^ Các nguồn tin không đồng ý với việc Michelangelo bao nhiêu tuổi thì bắt đầu đi học. De Tolnay viết rằng là 15 tuổi trong khi Sedgwick ghi chú trong bản dịch Condivi của cô rằng Michelangelo đi học lúc 7 tuổi.